# Setheist
Setheist – polska grupa muzyczna założona w 2013 roku w Lublinie, powstała na gruzach zespołu Seth. Twórczość grupy oscyluje wokół heavy metalu i metalu progresywnego.   

## Muzycy

### Obecny skład zespołu
- Wioletta "KEstrella" Kowalczyk  – wokal (od 2020)
- Tomasz "Longo" Ciecieląg – gitara (od 2013)
- Tomasz "Kiełek" Lato – gitara (od 2013)
- Michał "Mulek" Krasoń – gitara basowa (od 2019)
- Tomasz "Długi" Krawczyk – perkusja (od 2013)

## Dyskografia

### Albumy studyjne
| Tytuł | Dane dot. albumu                                          |
| ----- | --------------------------------------------------------- |
| They  | - Data: 8 maja 2017 - wydanie własne zespołu - Format: CD |

### EP
| Tytuł                 | Dane dot. albumu                                              |
| --------------------- | ------------------------------------------------------------- |
| The Flash Of Creation | - Data: 30 grudnia 2014 - wydanie własne zespołu - Format: CD |

### Teledyski
| Data publikacji  | Utwór                   | Reżyseria/Realizacja | Album                 | Źródło |
| ---------------- | ----------------------- | -------------------- | --------------------- | ------ |
| 13 kwietnia 2015 | "The Flash Of Creation" | Misiek Ślusarski     | The Flash Of Creation | [ 3 ]  |